# Les Forbans de Cuba
Les Forbans de Cuba (titre original : The Crook Factory) est un roman de Dan Simmons paru en 1999 dont l'histoire, mêlant réalité historique et fiction, raconte les aventures d'Ernest Hemingway en tant qu'espion durant la Seconde Guerre mondiale.

## Résumé
Joe Lucas, agent du FBI est envoyé à Cuba en 1942 pour surveiller l'écrivain Ernest Hemingway sous couverture d'assister Hemingway qui a créé un réseau de contre-espionnage pour lutter contre les Nazis sur l'ile. L'amateurisme d'Hemingway semble donner un caractère insignifiant à la mission de Lucas, cependant bien vite, ils se trouveront mêlés à une intrigue complexe impliquant les plus grandes agences de renseignement de la Seconde Guerre mondiale.

## Commentaire
Ce roman mélange la fiction à la réalité historique. Une quantité importante des détails de l'intrigue sont des faits attestés. Par exemple, les notes du FBI citées dans le roman sont authentiques, ainsi que les extraits du journal de bord du bateau d'Ernest Hemingway (le Pilar), la majorité des espions et des activités d'espionnage ont réellement existé.

## Éditions
- The Crook Factory, Avon Books, 1er mars 1999, 436 p.  (ISBN 0-380-97368-5)
- Les Forbans de Cuba, Flammarion, coll. « Imagine », 20 avril 2000, trad. Jean-Daniel Brèque, 538 p.  (ISBN 2-08-067823-X)
- Les Forbans de Cuba, J'ai lu no 6441, 31 décembre 2002, trad. Jean-Daniel Brèque, 702 p.  (ISBN 2-290-32282-2)